# Rudolf Hostettler
Rudolf Hostettler (* 8. Juni 1919 in Zollikofen bei Bern; † 19. Februar 1981 in Engelburg) war ein Schweizer Typograf und Herausgeber der typografischen Fachzeitschriften Schweizer Graphische Mitteilungen und Typographische Monatsblätter.

## Leben
Seine Ausbildung als Schriftsetzer absolvierte Rudolf Hostettler in der Buchdruckerei Hell in Zollikofen bei Bern. 1939 besuchte er während eines Jahres die London School of Printing und arbeitete danach in der Druckerei Feldegg AG in Zürich. Von 1943 bis 1980 war er in St. Gallen in der Druckerei Zollikofer & Co. als typografischer Gestalter für diverse Drucksachen verantwortlich: U.a. für die Tageszeitung St.Galler Tagblatt, für die Fachzeitschriften Schweizer Graphische Mitteilungen und Typographische Monatsblätter, sowie diverse Bücher des Verlages Zollikofer. Hostettler baute zudem bei Zollikofer die betriebseigene typografische Entwurfsabteilung auf.
Als Buchgestalter versuchte Hostettler, konventionelle und neue Gestaltungsmittel so zu verbinden, dass die Drucksache optisch ansprechend und angenehm lesbar wurde. Davon zeugen die von ihm gestalteten 15 Bände der wissenschaftlichen Reihe ‹Hubers Klassiker der Medizin und der Naturwissenschaften›, die 1963 bis 1979 im Verlag Hans Huber in Bern erschien. Weitere Beispiele sind die Bücher von Hermann Strehler: Die Buchdruckerkunst im alten St.Gallen, St. Gallen: 1967, oder Die Zeitung auf dem Weg ins Jahr 2000, St. Gallen: 1972. Alle erwähnten Titel wurden mit der Auszeichnung Schönste Schweizer Bücher geehrt.
1949 lancierte Hostettler zusammen mit Hermann Strehler den Verlag sgm-books, oder SGM-Bücherei. Als ‹sgm-books 1› erschien 1949 das von Hostettler in fünf Sprachen zusammengestellte Fachvokabular Technical terms of the printing industry (allgemein bekannt als The printer’s terms). Ebenfalls 1949 veröffentlichten sie Rudolf Hostettlers Schriftsammlung Type. A Selection of Types. Beide wurden wegweisende und noch heute oft zitierte Fachpublikationen.
Hostettlers Tätigkeit als Redaktor von Fachzeitschriften war für die Schweizer Typografie von grosser Wichtigkeit. Ab 1943 betreute er zusammen mit Hermann Strehler die Redaktion der Schweizer Graphischen Mitteilungen (SGM). Ab 1952 bis zu seinem Tod 1981 war er als Hauptredaktor für die neu fusionierten Typografischen Monatsblätter (TM) verantwortlich. Hostettler stellte die Zeitschriften immer als Forum für verschiedene Positionen zur Verfügung. Wie das Beispiel des in den SGM ausgetragenen Symmetrie-Streits zwischen Max Bill und Jan Tschichold von 1946 zeigt, wusste Hostettler gekonnt einen Diskurs zu moderieren und mit seinen Kommentaren die vordergründig gegensätzlichen Positionen für einen Dialog nutzbar zu machen.
Im Gegensatz zu den TM ist die ab 1972 vierzehntäglich erscheinende Druckindustrie DI, von ihm gestaltet worden. Sie war nach Hostettlers Idee als Begleitpublikation zur TM gedacht, um aktuelle Nachrichten aus der grafischen Industrie zu veröffentlichen. Dem Charakter der Publikation entsprechend zeigt sie (besonders nach der Neugestaltung ab Januar 1978, und solange sie Hostettler betreute) ein lebendiges und trotz starker Gliederung übersichtliches, ansprechendes Layout.
Ausserhalb der Druckerei Zollikofer & Co. leistete Rudolf Hostettler zudem Wesentliches für die Ausbildung im Setzerberuf und ihre Anpassung an zeitgemässe Bedingungen. Besonders eingesetzt hat er sich für die Weiterbildung der Schriftsetzer. Nach seiner Idee konnten im Frühjahr 1980 an verschiedenen Gestalterschulen die berufsbegleitenden Kurse ‹Typografischer Gestalter› ihre Tätigkeit aufnehmen.

## Schriften
- Technical terms of the printing industry. The printer’s terms. sgm books, St. Gallen 1949 (allgemein bekannt als The printer’s terms).
- Type. A selection of types. Hostettler, St. Gallen 1949.
- Regeln für Autoren, Setzer und Korrektoren. Zollikofer, St. Gallen 1953.